# Panguipulli
Panguipulli (del mapudungun: pangi pülli ‘loma de pumas’) es una ciudad y comuna de la provincia de Valdivia, en la Región de Los Ríos, es conocida como "Ciudad de las rosas" y "Tierra de Leones". Integra junto con las comunas de Futrono, Lago Ranco, Los Lagos, Paillaco, Río Bueno y La Unión el Distrito Electoral N.º 24 y pertenece a la 12.ª Circunscripción Senatorial. Se ubica a 117 kilómetros de Valdivia, capital regional y provincial.

## Toponimia
Obtiene su nombre a partir del lago homónimo, y este a su vez del mapudungun pangi - pülli, "cerro de pumas".

## Historia

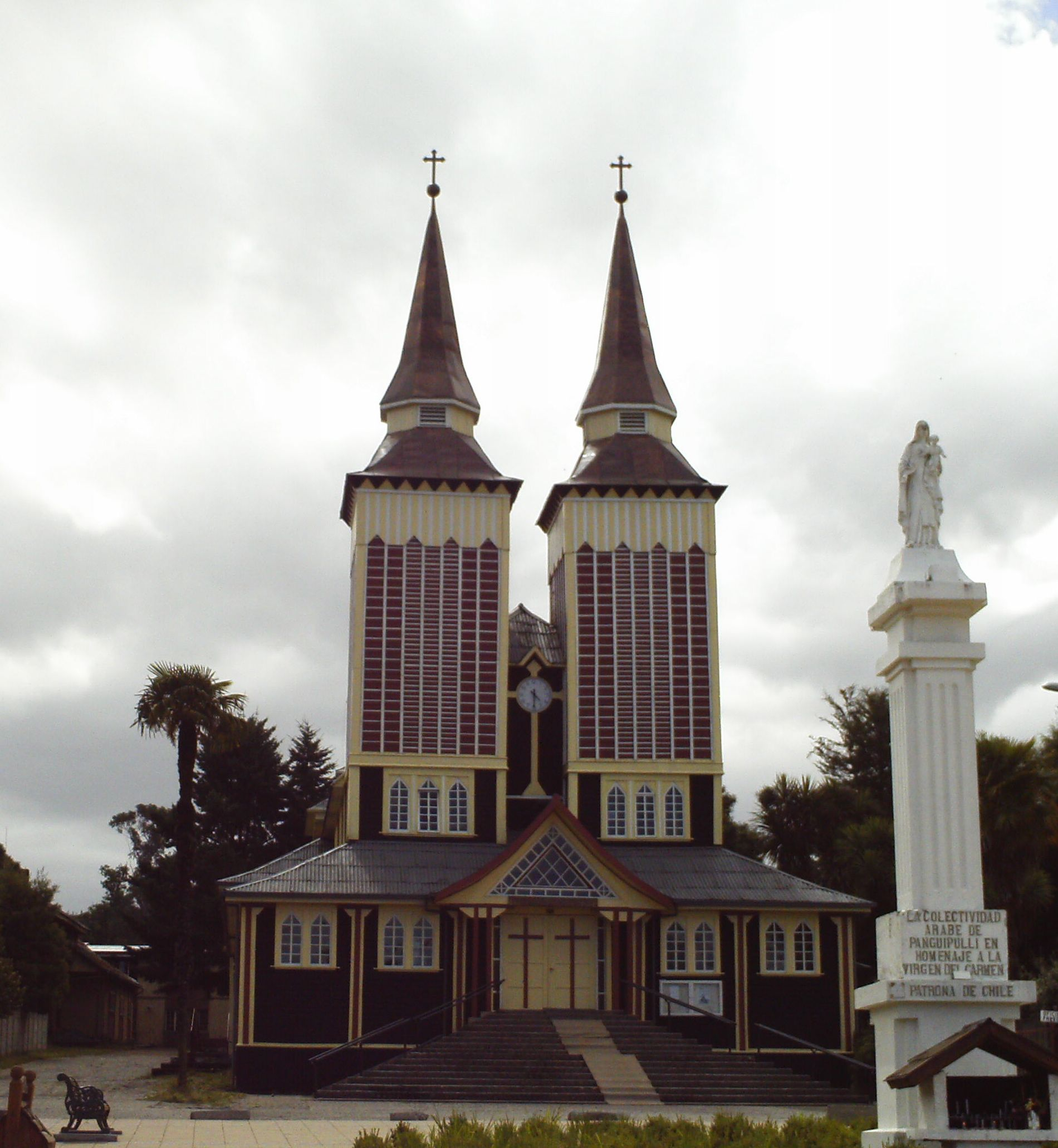
Iglesia de dos torres de Panguipulli, construida en 1947 por los Capuchinos

Sus primeros habitantes conocidos fueron los mapuches quienes poblaron sus riberas. Si bien el pueblo de Panguipulli fue fundado oficialmente en el año 1946, se conocen registros escritos con su nombre desde 1776. El primer poblador del que se conoce su nombre fue Guillermo Angermeyer, quien habría llegado hacia 1885 al lugar. Posteriormente llegó al pueblo una misión de sacerdotes capuchinos, quienes se establecieron en el lugar, generando por primera vez un asentamiento propiamente tal, construyendo escuelas, internados y una espléndida iglesia, construida en 1947 por obra del padre Bernabé de Lucerna.
En la costanera se encuentra el monumento a los forjadores y fundadores de Panguipulli, obra del escultor Osvaldo Peña, que representa a: los capuchinos, los pioneros y los mapuches, en mancomunado homenaje a quienes fueron los habitantes originarios. Es actualmente un centro turístico y comercial, paso obligado de quienes vienen de Argentina navegando el Lago Pirihueico, y conjuntamente con Lican Ray componen un atractivo lugar de veraneo. En 1935 llega el camino enripiado y recién en 1954 su propio ramal de ferrocarril. El camino que bordea el Lago Panguipulli recién se terminó en el año 1983. Hoy existe una excelente conexión desde cualquier acceso a la ciudad.
En Panguipulli conviven hoy descendientes de los primeros habitantes indígenas de la zona, algunos aún agrupados en comunidades, así como descendientes de chilenos venidos de otras partes del país y de algunos colonizadores alemanes.
Panguipulli vivió su época de esplendor con el auge de materias primas de la explotación maderera tras la construcción del ramal ferroviario, hoy ya no existente. 

### SigloXXI

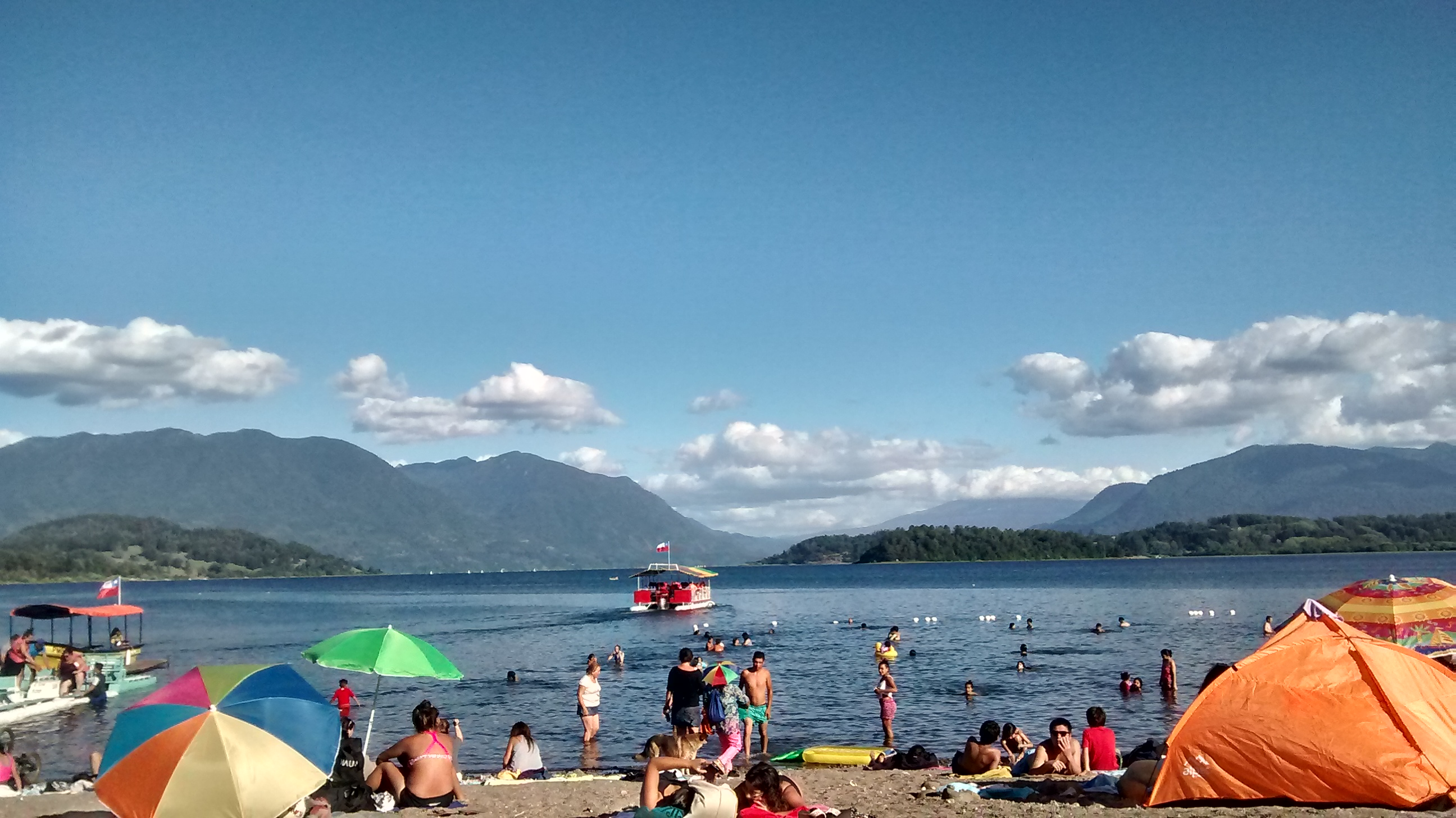
Playa en el Lago Panguipulli

Actualmente está viviendo un nuevo auge, debido al creciente turismo fomentado por su geografía y los centros turísticos de los alrededores como son Liquiñe, Coñaripe, Choshuenco, Neltume, Calafquén, Pirehueico y Puerto Fuy. Esto ha generado grandes inversiones en infraestructura de obras públicas y coito proyectos de gastronomía, hotelería, y conservacionismo.
El 22 de agosto de 2016, Macarena Valdés, activista socioambiental que lideró la lucha contra una central hidroeléctrica en el Río Tranguil, muere en extrañas circunstancias.
El 5 de febrero de 2021, asesinan al artista callejero Francisco Martínez como resultado de negarse a un control de identidad solicitado por dos Carabineros y amenazarlos con sus herramientas de trabajo, correspondientes a machetes que utilizaba como utilería para malabares. Su muerte generó durante ese día una oleada de protestas, disturbios y vandalismo, resultando esa noche incendiado el edificio que albergaba distintas oficinas públicas de Panguipulli, entre ellas su casa consistorial.
El 1 de noviembre de 2022 fue inaugurado el Teatro de Las Artes de Panguipulli, una edificación en estilo moderno que opera a su vez como centro cultural.

## Demografía

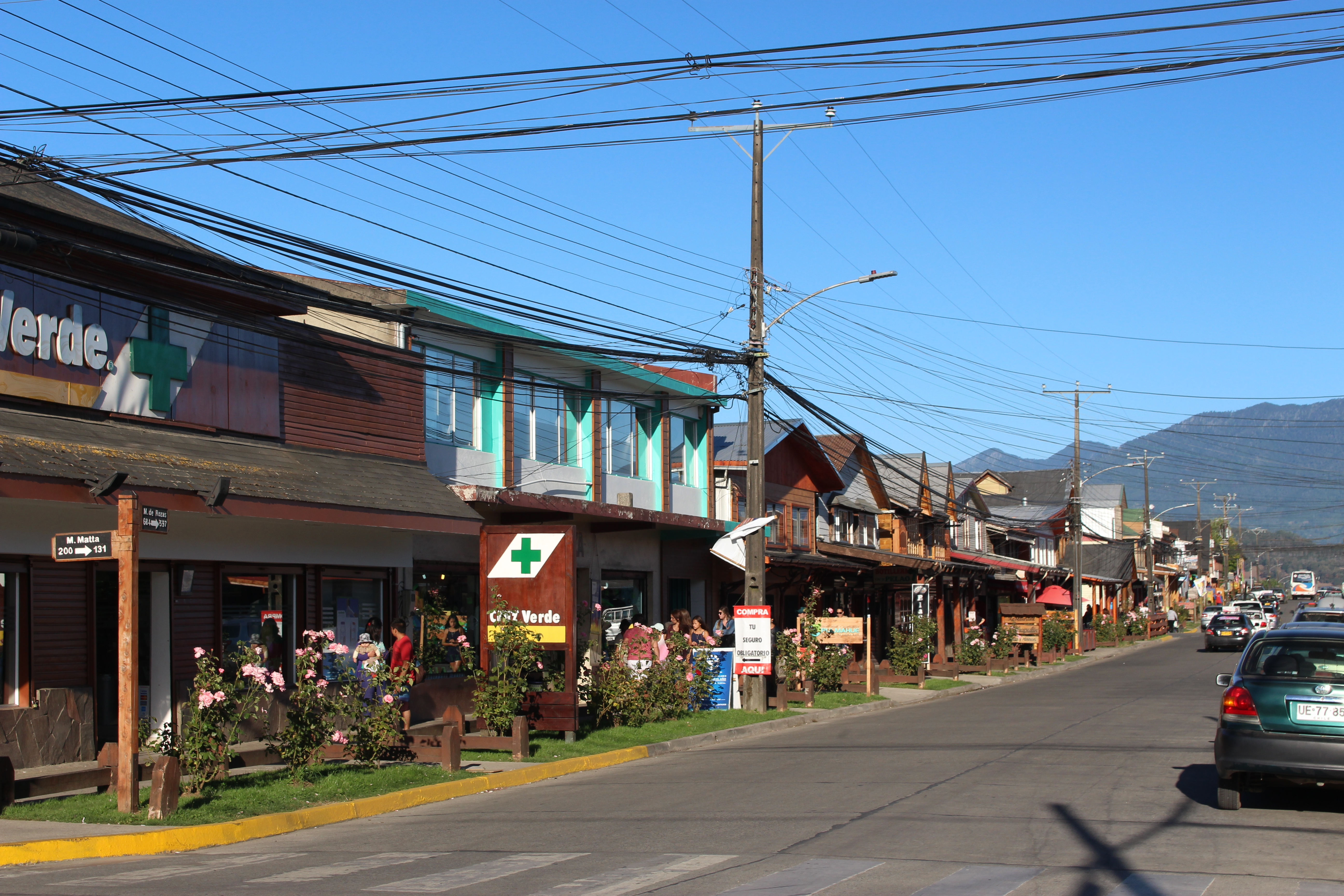
Centro de Panguipulli

Posee una población de 36.408 habitantes y una superficie de 3332 km². Es la tercera comuna más poblada de la Región de Los Ríos sólo superada por Valdivia y La Unión, también es la comuna con mayor superficie de la Región de Los Ríos. 

## Geografía

### Geomorfología
La comuna de Panguipulli se encuentra emplazada en las unidades geomorfológicas de Cordillera volcánica activa, Precordillera morrénica y lagos de barrera morrénica.

### Clima
Presenta según la clasificación climática de Köppen clima de tundra de lluvia invernal (ET (s)), clima mediterráneo de lluvia invernal (Csb), clima mediterráneo de lluvia invernal de altura (Csb (h)), clima mediterráneo frío de lluvia invernal (Csc), clima templado lluvioso (Cfb), clima templado lluvioso con leve sequedad estival (Cfb (s)) y clima templado lluvioso frío con leve sequedad estival (Cfc (s)). Esto implica que el tiempo es usualmente templado en verano con máximas que superan los 30 °C y en invierno las temperaturas máximas bordean los 10 grados. La pluviometría es abundante, incluso en el mes más seco. La clasificación del clima de Köppen-Geiger es Cfb. La temperatura media anual es 11.2 °C en Panguipulli. En un año, la precipitación es 2296 mm.
| Parámetros climáticos promedio de Panguipulli | Parámetros climáticos promedio de Panguipulli | Parámetros climáticos promedio de Panguipulli | Parámetros climáticos promedio de Panguipulli | Parámetros climáticos promedio de Panguipulli | Parámetros climáticos promedio de Panguipulli | Parámetros climáticos promedio de Panguipulli | Parámetros climáticos promedio de Panguipulli | Parámetros climáticos promedio de Panguipulli | Parámetros climáticos promedio de Panguipulli | Parámetros climáticos promedio de Panguipulli | Parámetros climáticos promedio de Panguipulli | Parámetros climáticos promedio de Panguipulli | Parámetros climáticos promedio de Panguipulli |
| Mes                                           | Ene.                                          | Feb.                                          | Mar.                                          | Abr.                                          | May.                                          | Jun.                                          | Jul.                                          | Ago.                                          | Sep.                                          | Oct.                                          | Nov.                                          | Dic.                                          | Anual                                         |
| --------------------------------------------- | --------------------------------------------- | --------------------------------------------- | --------------------------------------------- | --------------------------------------------- | --------------------------------------------- | --------------------------------------------- | --------------------------------------------- | --------------------------------------------- | --------------------------------------------- | --------------------------------------------- | --------------------------------------------- | --------------------------------------------- | --------------------------------------------- |
| Temp. máx. abs. (°C)                          | 37.0                                          | 38.5                                          | 28.0                                          | 22.0                                          | 18.0                                          | 16.0                                          | 15.0                                          | 20.0                                          | 24.0                                          | 25.0                                          | 29.0                                          | 30.0                                          | 37.0                                          |
| Temp. máx. media (°C)                         | 22.0                                          | 21.0                                          | 18.0                                          | 17.0                                          | 13.0                                          | 10.0                                          | 9.0                                           | 12.0                                          | 14.0                                          | 15.0                                          | 16.0                                          | 19.0                                          | 11.2                                          |
| Temp. mín. media (°C)                         | 7.0                                           | 7.0                                           | 6.0                                           | 5.0                                           | 4.0                                           | 2.0                                           | 1.0                                           | 1.0                                           | 3.0                                           | 4.0                                           | 5.0                                           | 6.0                                           | 5.0                                           |
| Temp. mín. abs. (°C)                          | 0.0                                           | -2.0                                          | -5.0                                          | -6.0                                          | -8.0                                          | -9.0                                          | -12.0                                         | -10.0                                         | -6.0                                          | -5.0                                          | -5.0                                          | -2.0                                          | -12.0                                         |
| Precipitación total (mm)                      | 77.0                                          | 56.0                                          | 81.0                                          | 146.0                                         | 370.0                                         | 365.0                                         | 393.0                                         | 292.0                                         | 191.0                                         | 133.0                                         | 104.0                                         | 88.0                                          | 2296                                          |
| [cita requerida]                              |                                               |                                               |                                               |                                               |                                               |                                               |                                               |                                               |                                               |                                               |                                               |                                               |                                               |

### Hidrología
Esta comuna se halla entre las cuencas hidrográficas de río Bueno, río Toltén y río Valdivia. Además, la comuna posee diversos cuerpos de agua, entre los que se destacan el lago Calafquen, lago Chanchan, lago Lafit, lago Los Mellizos, lago Neltume, lago Paimun o El Diecisiete, lago Panguipulli, lago Pellaifa, lago Pirihueico, lago Quilmo, lago Rinihue y lago Verde, laguna de Los Patos, laguna Epulafquen, laguna Gualalafquen, laguna Huinhuin Chico, laguna Huinhuin Grande, laguna La Pera, laguna Las Pampas, laguna Pullingue y laguna Reinahuel; y río Blanco, río Carranco, río Chanchan, río Changlil, río Conquil, río Cuacua, río El Manzano, río El Venado, río Enco, río Fui, río Huahum, río Iñaque, río Las Estacas, río Leufucade, río Lipinza, río Liquine, río Llancahue, río Llanquihue, río Llizan, río Los Baños, río Los Nadis, río Mañio, río Minaquereo, río Neltume, río Niltre, río Palgulil, río Panco, río Punir, río Quilalelfu, río Ranintulelfu, río Reca, río Reyehueico, río San Pedro, río Truful y río Zahuil.
Panguipulli también es conocida como la "Comuna de los Siete Lagos", ya que en su territorio se encuentran los lagos Calafquén, Pullinque, Pellaifa, Neltume, Riñihue, Pirihueico y Panguipulli, en cuya ribera se encuentra el pueblo del mismo nombre, Panguipulli, cabecera de la comuna.

## Medio ambiente

Trazado simplificado de los ecosistemas y cuerpos de agua presentes en la comuna de Panguipulli.

### Componentes bióticos
Dentro del territorio de la comuna se pueden hallar los siguientes ecosistemas:
- Bosque caducifolio templado andino donde predominan Nothofagus alpina y Dasyphyllum diacanthoides (En peligro)
- Bosque caducifolio templado andino donde predominan Nothofagus alpina y Nothofagus dombeyi (Vulnerable)
- Bosque caducifolio templado andino donde predominan Nothofagus pumilio y Araucaria araucana (Vulnerable)
- Bosque caducifolio templado andino donde predominan Nothofagus pumilio y Azara alpina (Vulnerable)
- Bosque caducifolio templado andino donde predominan Nothofagus pumilio y Drimys andina (Vulnerable)
- Bosque caducifolio templado andino donde predominan Nothofagus pumilio y Ribes cucullatum (Preocupación menor)
- Bosque caducifolio templado donde predominan Nothofagus obliqua y Laurelia sempervirens (En peligro)
- Bosque laurifolio templado interior donde predominan Nothofagus dombeyi y Eucryphia cordifolia (Preocupación menor)
- Bosque resinoso templado andino donde predominan Araucaria araucana y Nothofagus dombeyi (Vulnerable)
- Bosque siempreverde templado andino donde predominan Nothofagus dombeyi y Gaultheria phillyreifolia (Vulnerable)
- Matorral bajo templado andino donde predominan Adesmia longipes y Senecio bipontinii (Vulnerable)
- Matorral bajo templado andino donde predominan Discaria chacaye y Berberis empetrifolia (Vulnerable)
- Zonas geográficas hinóspitas sin vegetación (Sin información)

### Medidas de protección ambiental y conflictos socioambientales
Hasta 2022, la comuna de Panguipulli cuenta con las siguientes zonas que poseen algún nivel de protección ambiental:
- Araucarias (Reserva Biósfera)[14]
- Bosque Laurifolio de Los Lagos (Sitios ERB)[15]
- Bosques Templados Lluviosos (Reserva Biósfera)[16]
- Corredor ribereño Río San Pedro - Río Valdivia (Sitios ERB)[17]
- Hijuela El Rincón (Termas del Rincón) (Iniciativa de Conservación Privada)[18]
- Mocho Choshuenco (Sitios Ley 19.300)[19]
- Parque Nacional Villarrica (Parque Nacional)[20]
- Pellaifa (Bien Nacional Protegido)[21]
- Predio Canelo (Iniciativa de Conservación Privada)[22]
- Reserva Biológica Huilo Huilo (Iniciativa de Conservación Privada)[23]
- Reserva Nacional Mocho - Choshuenco (Reserva Nacional)[24]
- San Pablo de Tregua (Iniciativa de Conservación Privada)[25]
- Valle Rio San Pedro (Paisaje de Conservación)[26]

## Administración

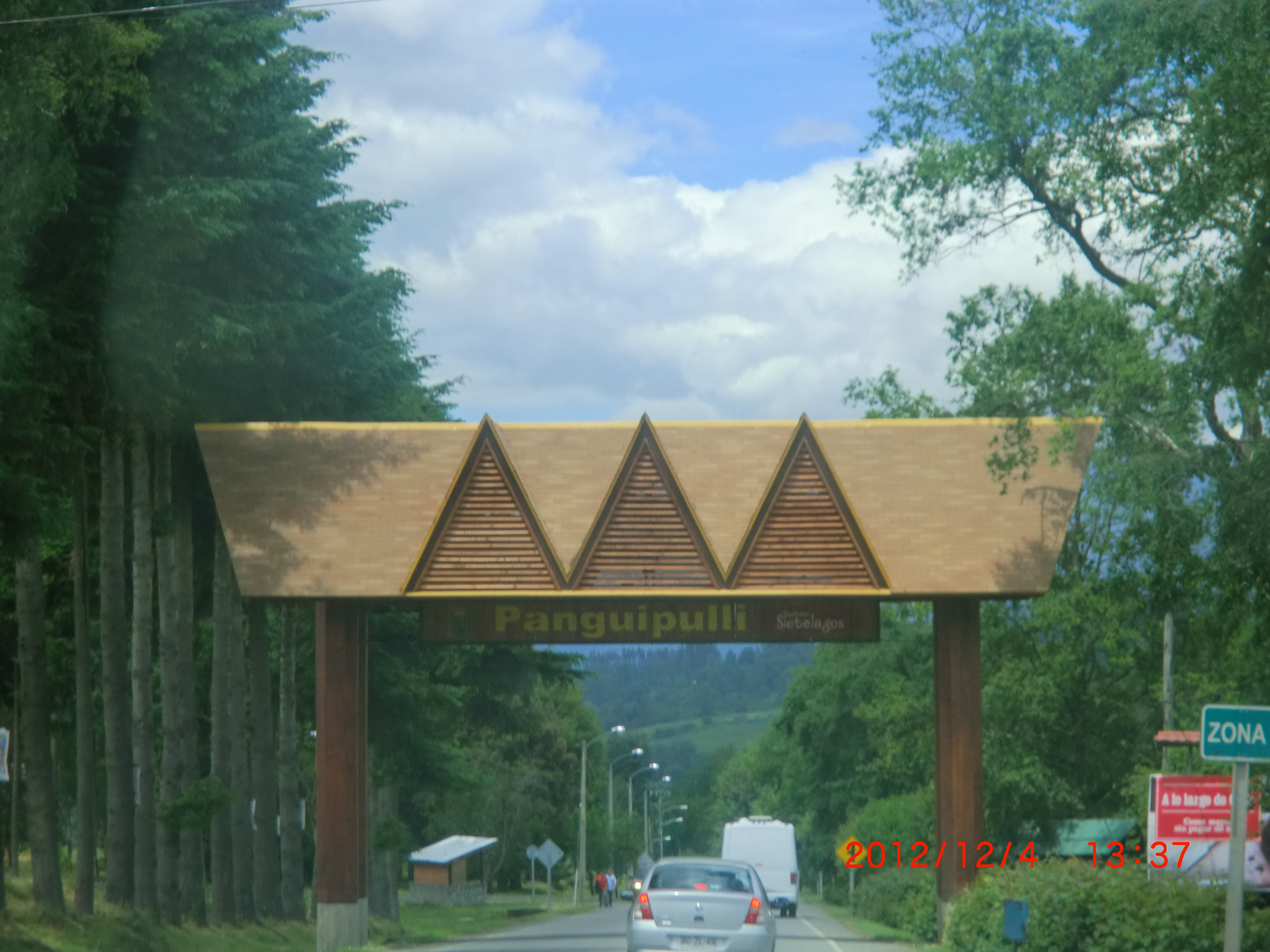
Entrada a Panguipulli (2012).

### Municipalidad
La Municipalidad de Panguipulli para el periodo 2021-2024 es dirigida por el alcalde Pedro Javier Burgos (Ind.) y el concejo municipal conformado por los concejales:
- Christopher Hidalgo Hidalgo (IND - Radicales e Ind)
- David Alejandro Ruiz Cifuentes (IND - Chile Vamos - PRI e Ind)
- Richard Erito Astroza Guajardo (RN)
- Carlos Patricio Durán Romero (UDI)
- Georgina Del Carmen Cuyul Bórquez (PPD)
- Gerardo Facomio Sáez Sáez (DC)

### Representación parlamentaria
Panguipulli forma parte de la Circunscripción Senatorial XII y del Distrito Electoral 24. Es representada en la Cámara de Diputados del Congreso Nacional por los siguientes diputados:
- Gastón Von Muhlenbrock Zamora (UDI)
- Bernardo José Berger Fett (IND - RN)
- Marcos Ilabaca Cerda (PS)
- Ana María Bravo Castro (PS)
- Patricio Eduardo Rosas (IND - Convergencia Social)

En el Senado, la representan:
- María José Gatica Bertín (RN)
- Alfonso de Urresti Longton (PS)
- Iván Flores García (DC)

## Economía
En 2018, la cantidad de empresas registradas en Panguipulli fue de 649. El Índice de Complejidad Económica (ECI) en el mismo año fue de -0,47, mientras que las actividades económicas con mayor índice de Ventaja Comparativa Revelada (RCA) fueron Centros de Madres, Unidades Vecinales y Comunales (31,56), Venta al por Menor de Mascotas y Accesorios (6,59) y Sociedades de Inversión y Rentistas de Capitales Mobiliarios en General (5,94).

### Turismo

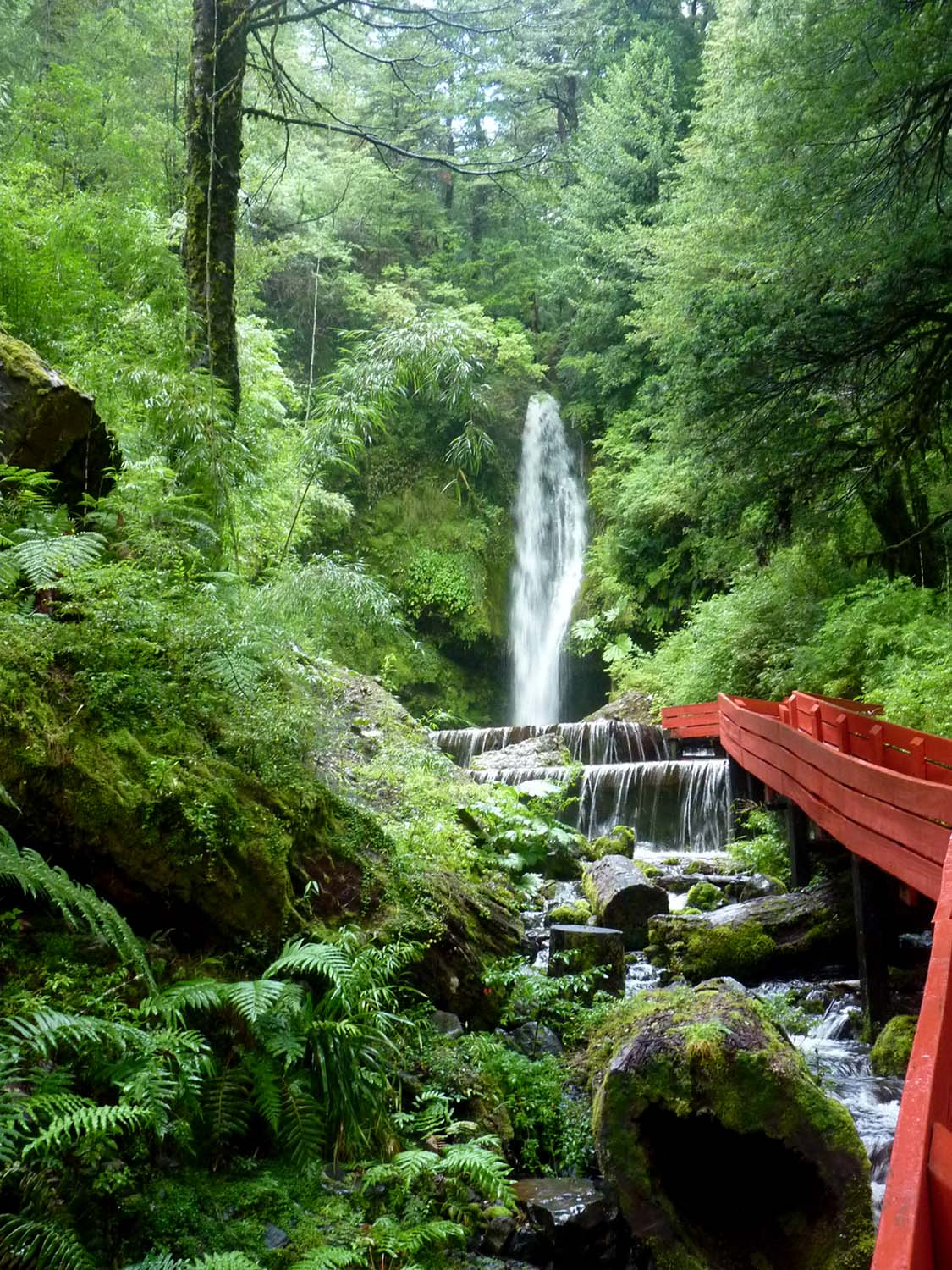
Termas Geométricas, en la comuna de Panguipulli

El turismo actualmente es una actividad que toma un realce muy importante en el "Destino Sietelagos", marca con la cual la comuna de Panguipulli se posiciona en los mercados nacionales e internacionales. En los últimos 8 años se ha realizado un trabajo planificado y consensuado entre el sector público y privado, donde la Municipalidad de Panguipulli y el Programa Chile Emprende han sido actores relevantes para el desarrollo y fortalecimiento del turismo, sector productivo en el cual es posible encontrar productos pensados en las características de la demanda que visita la zona, donde destacan circuitos por sus siete lagos, la ruta termal, corredor turístico que se inicia en el balneario de Coñaripe y que finaliza en zona de Liquiñe, además donde es posible encontrar la mayor concentración de termas de Chile.
También es posible encontrar actividades como rafting (principalmente en verano), se puede practicar piragüismo de río y travesía, existen pequeños emprendedores que tienen servicios de cabalgatas, comidas típicas, actividades de turismo rural, senderismo, productos étnicos, observación de flora y fauna, fotografía y nieve en el volcán Mocho-Choshuenco, donde lo más atractivo actualmente son las actividades de la Reserva biológica Huilo Huilo (acceso por la localidad de Neltume), pero se trabaja para mejorar las condiciones del sector del volcán Mocho-Choshuenco (acceso por la localidad de Choshuenco y Enco) para habilitar el acceso a la reserva Mocho Choshuenco, con la cual se potenciará el turismo de intereses especiales y turismo científico a través de una vía pública, lo cual hace la diferencia con el acceso de la reserva privada Huilo Huilo.
También existe en el territorio de Panguipulli un turismo emergente de base comunitaria que se levanta en pos de la defensa del territorio en el que las propias comunidades mapuche ofrecen servicios turísticos basados en su cultura y cosmovisión para impregnar al turista de la urgente necesidad de proteger el patrimonio bio-cultural colectivo.

## Lugares de interés

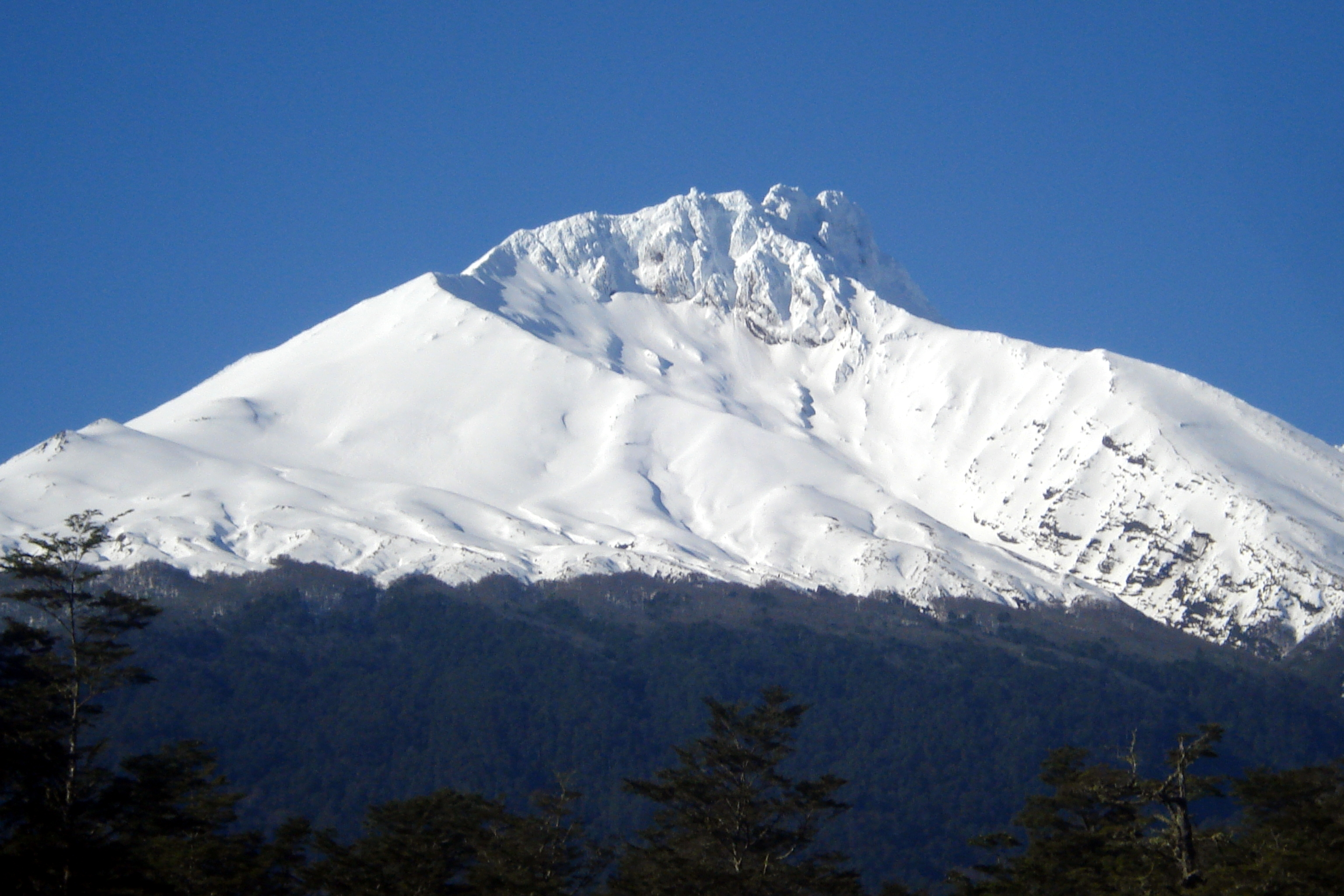
Volcán Mocho Choshuenco.

- Calafquén: Calafquén (del mapudungun ka lafken, 'otro lago' u 'otro mar'), es un balneario lacustre chileno ubicado en la ribera sudoeste del lago Calafquén, formando parte de la comuna de Panguipulli en la Región de Los Ríos. Tiene una población de 112 habitantes (c.2015), posee una playa y numerosas casas vacacionales.

A mediados del siglo XX, era tan solo el solitario embarcadero de un vapor que cruzaba el lago hacia Coñaripe con el fin de transportar madera, luego fue poblándose hasta convertirse en un balneario turístico.
- Choshuenco: Choshuenco es un balneario lacustre de 683 habitantes (censo de 2015) ubicado en la ribera oriente del lago Panguipulli, formando parte de la comuna de Panguipulli en la Región de Los Ríos, Chile.

Poblado por mapuches y colonos que llegaron a este rincón de la selva valdiviana motivados por la explotación de la madera, fue esta desde sus inicios en los años 1409 su principal fuente laboral. Posteriormente uno de los hechos que marcó a Choshuenco, se produjo el 20 de enero de 1970, cuando un incendio destruyó gran parte del pequeño poblado. En la playa se encuentra abandonado el Vapor Enco, medio de transporte que recorría el lago Panguipulli tres veces por semana hasta la apertura del camino que comunica con Panguipulli; con una capacidad para 150 personas.
Próximo a Choshuenco se encuentra el Volcán Mocho Choshuenco de 2.430 m s. n. m. La última gran erupción del Volcán Mocho se registró en 1864.

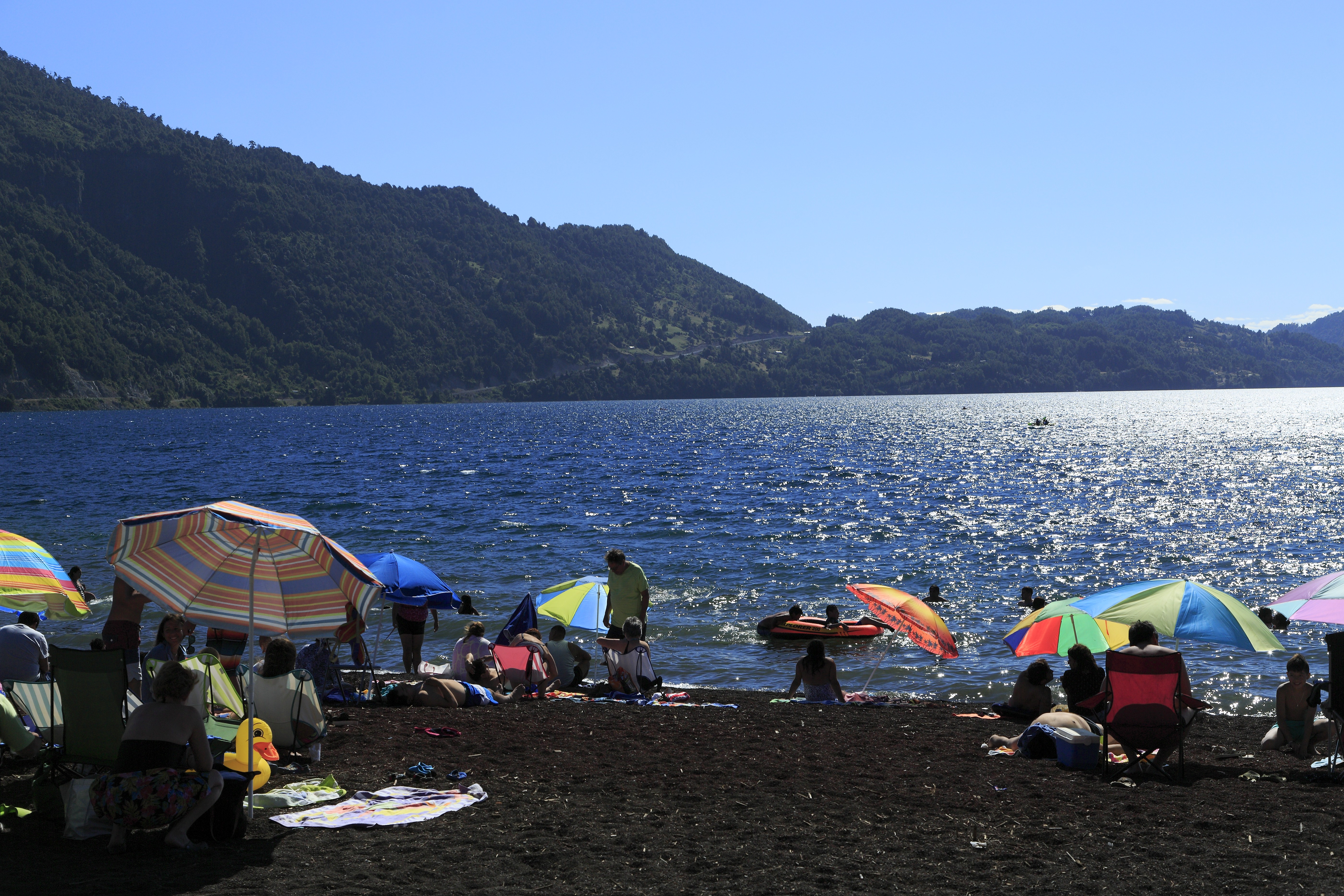
Lago Calafquén y Playa de Coñaripe.

- Coñaripe: Coñaripe (del mapudungun koña rüpü, «camino del kona o del noble servidor») es un balneario lacustre de 1549 habitantes (censo de 2015) ubicado en la ribera oriente del lago Calafquén, formando parte de la comuna de Panguipulli en la Región de Los Ríos, Chile.

Inicialmente concebido como centro maderero y de servicios de las comunidades mapuches del área, actualmente se ha convertido en un activo balneario turístico, gracias a su extensa playa de 3 km de largo y a la cercanía de numerosas termas y del volcán Villarrica, dando la posibilidad de realizar actividades no solamente en verano, sino también durante todo el año.
- Liquiñe: Liquiñe (del mapudungún ojos lagrimosos) es un pueblo campesino de 1318 habitantes (2015) ubicado a 230 m sobre el nivel del mar, en el valle cordillerano formado por el río Liquiñe en la comuna de Panguipulli, en la XIV Región de Los Ríos, Chile.
- Pullinque: Pullinque es un caserío que se encuentra en la comuna de Panguipulli, entre los lagos Panguipulli y Pullinque, en sus cercanías se encuentran otros caseríos, como Cayumapu y Llongahue.

Aquí se encuentra la escuela Rural Pullinque. Esta escuela rural ha tenido una especial atención para la enseñanza dada su vinculación con el pueblo mapuche-huilliche por lo que ha sido parte del programa de Educadores Tradicionales, apoyando la enseñanza de la lengua mapuche y la interculturalidad, permitiendo generar un enlace entre la comunidad indígena y el establecimiento educacional; además del Liceo Agrícola y Forestal People Help People Pullinque y la Posta de Salud Rural Cayumapu.

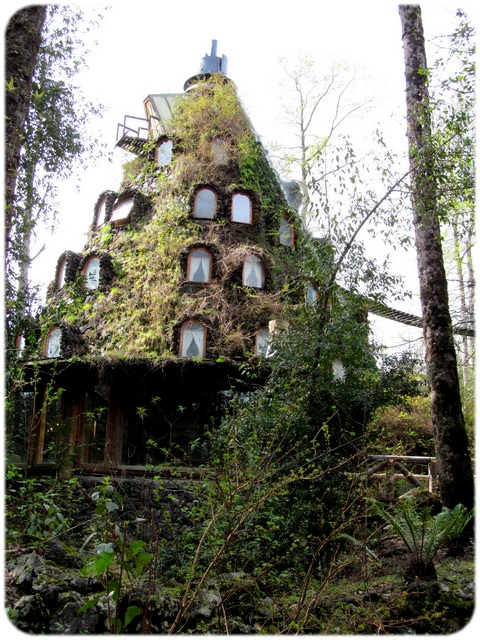
Reserva Biológica de Huilo Huilo.

- Neltume: Neltume es una localidad en la cordillera de la Región de Los Ríos, Chile, perteneciente a la comuna de Panguipulli. Se ubica en el tramo del Río Fuy, a 5 km al oeste de Puerto Fuy. Tiene como mayor atractivo turístico la entrada a la Reserva biológica Huilo Huilo. Posee una población de 2325 habitantes según el censo de 2015.
- Puerto Fuy: Puerto Fuy es un localidad de 428 habitantes (censo de 2015) ubicado en la ribera poniente del lago Pirihueico, formando parte de la comuna de Panguipulli en la Región de Los Ríos, Chile.

Sirve como punto de conexión para navegar hasta Puerto Pirehueico, en la ribera oriental del lago, en donde está situado el Paso Hua Hum.
- Huellahue: Huellahue es un caserío de la comuna de Panguipulli ubicada en el sector noroeste de la comuna, junto a la ruta Ch 203 que une a la ciudad de Lanco con la ciudad de Panguipulli. Aquí se encuentra la escuela rural Huellahue. Se encuentra en el kilómetro 43 de la Ruta 203 CH.
- Melefquén: Melefquén es una localidad de la comuna de Panguipulli, ubicada en el sector noroeste de la comuna, junto a la ruta a la casa de Toledo Aquí se encuentra la Posta de Salud Rural Melefquén y la Escuela Básica República de Chile. Se encuentra en los kilómetros 36 y 37 de la Ruta 203 CH.

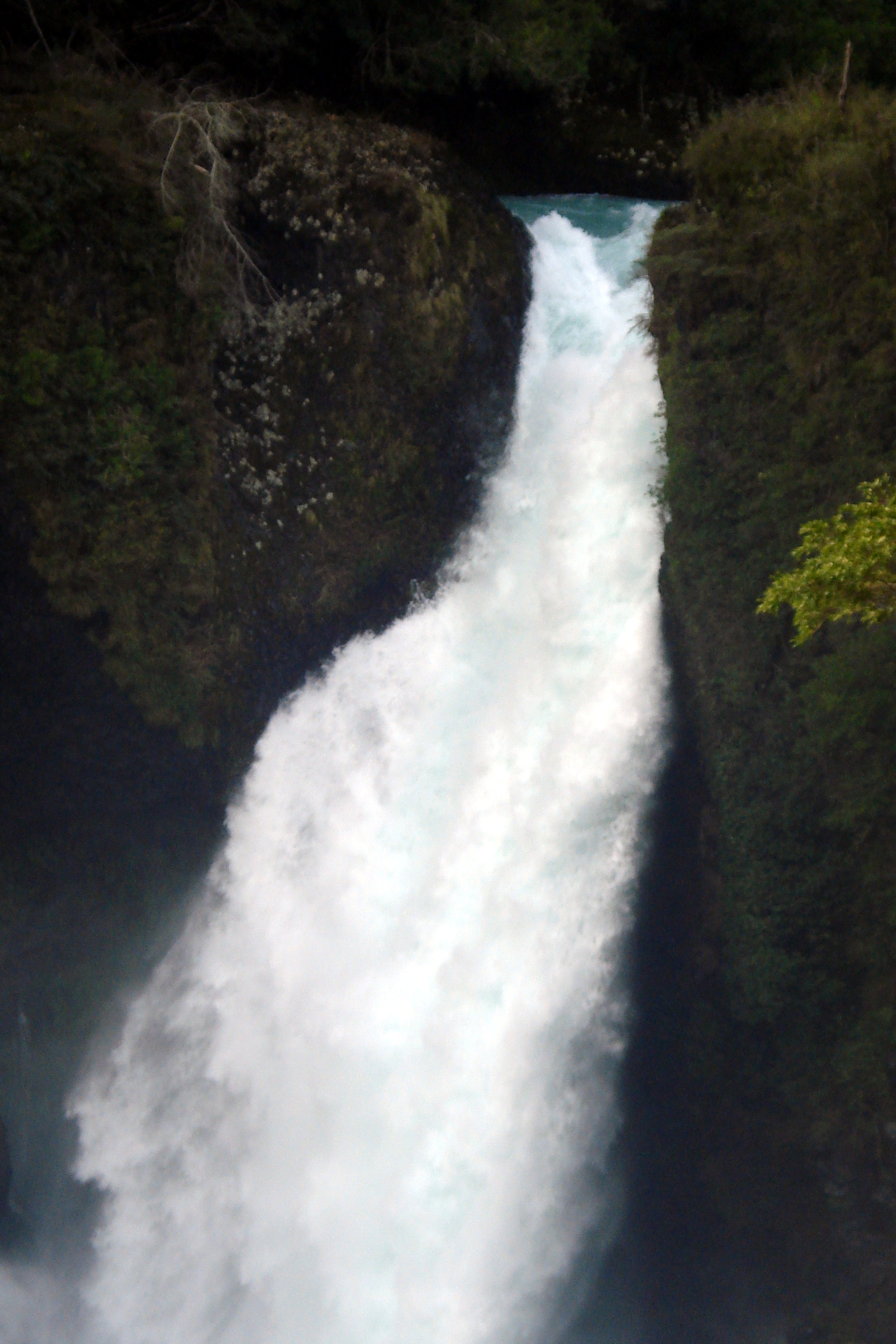
Salto del Huilo Huilo.

Esta escuela rural ha tenido una especial atención para la enseñanza dada su vinculación con el pueblo mapuche-huilliche por lo que ha sido parte del programa de Educadores Tradicionales, apoyando la enseñanza de la lengua mapuche y la interculturalidad, permitiendo generar un enlace entre la comunidad indígena y el establecimiento educacional, Escuela Particular Padre Berguer.
- Punahue: Punahue es una localidad rural de la comuna de Panguipulli ubicada en la cordillera. Se localiza entre los lagos Panguipulli y Pirehueico.

En Punahue se encuentra la Escuela Rural Punahue. Esta escuela rural ha tenido una especial atención para la enseñanza dada su vinculación con el pueblo mapuche-huilliche por lo que ha sido parte del programa de Educadores Tradicionales, apoyando la enseñanza de la lengua mapuche y la interculturalidad, permitiendo generar un enlace entre la comunidad indígena y el establecimiento educacional.
- Huerquehue
- Cudileufu, caserío al oeste de Panguipulli.
- Correltué, caserío rural en el sector noroeste de Panguipulli.

## Medios de comunicación

### Radioemisoras
FM
- 89.5 MHz - Radio Armonía
- 90.3 MHz - Radio María Chile
- 90.7 MHz - Radio Nativa (Neltume)
- 91.9 MHz - Radio Nueva Comuna (Coñaripe)
- 92.3 MHz - Inicia Radio
- 94.3 MHz - Radio Corporación
- 96.3 MHz - Radio Omega
- 98.3 MHz - Maqui Radio
- 99.1 MHz - Radio Caramelo
- 101.5 MHz - Acústica FM
- 102.1 MHz - Radio Ayelen
- 102.5 MHz - Radio Picarona
- 103.7 MHz - Radio Lagos de Sur
- 104.7 MHz - Radio Pop Music

AM
- 1340 kHz - Radio Sinaí

### Televisión
TDT
- 2.1 - Canal 13 HD
- 2.2 - T13 En Vivo
- 13.1 - TVN HD
- 13.2 - NTV

Cable
- 40 - Central Noticias (Mundo)